# PragueBest
PragueBest je česká digitální agentura.
Společnost PragueBest byla založena v roce 1999 v Praze. V roce 2005 společnost ve spolupráci s Ministerstvem kultury ČR připravila Portál české literatury. V roce 2008 společnost připravila nový web pro České radiokomunikace. Roku 2014 byla společnost přijata do Asociace dodavatelů internetových řešení - Asociace.BIZ. V roce 2018 byl web společnosti vybrán mezi trendy magazínu TyInternety.cz, web společnosti byl zmíněn jako příkladný efektivní web. Společnost je členem Asociace pro elektronickou komerci. Společnost vyvíjí CMS systém ePublisher.

## Úspěchy

### WebTop100
Roku 2007 se společnost poprvé účastnila soutěže WebTop100, kdy nominovala web společnosti Xerox. Společnost se soutěže WebTop100 zúčastnila i v roce 2009a v roce 2011, kdy v kategorii Obchod webová prezentace společnosti Globus ČR získala 3. místo. Společnost se účastnila také v roce 2012, kdy v kategorii Webdevelopeři skončila na 4. místě. Roku 2013 weby společnosti získaly 2. místo v kategoriích Auto-moto, Telekomunikace, Gastronomie a 3. místo v kategorii E-shopy a Obchod a služby B2C. V roce 2014 společnost s e-shopem pro prodejce fotografické techniky FotoŠkoda získala první místo v kategorii E-Shopy. V roce 2015 získala společnost v kategorii e-shopy 1., 2. a 4. místo a 1. místo v kategorii Obchod a služby B2C (Globus ČR). V roce 2016 společnost opět získala 1. místo v kategorii e-shopy a v kategorii digitálních agentur místo 2. Roku 2017 se společnost s webovým e-shopem FotoŠkoda stala absolutním vítězem soutěže WebTop100 a roku 2018 opět získala 1. místo v kategorii e-shopy a 5. místo za web pražského letiště.

### Ostatní
Roku 2010 získala ocenění B2B za web pro agenturu Expecta. V roce 2013 získala společnost ocenění za navýšení prodejů společnosti České radiokomunikace o 390 %.